# Székesfehérvár ostroma (1490)
Székesfehérvár ostroma az I. Mátyás halála után kezdődött trónutódlási küzdelem egyik lényeges összecsapása volt. Székesfehérvár 1490 novemberében rövid ostrom után elesett, a német-római birodalmi és osztrák csapatok teljesen kifosztották, és a város egészen 1491. július 29-én történő visszafoglalásáig I. Miksa kezén maradt.

## Előzmények
1490. július 15-én II. Ulászlót magyar királlyá választották, majd szeptember 21-én került sor Székesfehérvárott a megkoronázására. A döntést III. Frigyes és fia, I. Miksa is vitatta, ugyanis az 1463-as bécsújhelyi megállapodás értelmében Mátyás törvényes fiú utód nélküli halála esetén a magyar trónt Frigyes fiának, Miksának kellett örökölnie. Mivel Miksát 1486-ban német királlyá választották, a Német-római Birodalom teljes területéről szerezhetett katonai támogatást: bajor, szász és brandenburgi csapatok is részt vettek a hadjáratában.
Miksa 1490 augusztusában hozzáfogott Mátyás 1480-as években szerzett alsó-ausztriai és stájerországi hódításainak felszámolásához, majd 1490 őszén betört a Dunántúlra. Előrenyomulását megkönnyítette, hogy nem állta útját jelentősebb magyar haderő, hiszen Szapolyai István főkapitány elhagyta a kevéssé védett Alsó-Ausztriát, míg II. Ulászlónak és a mögötte felsorakozott magyar előkelőknek János Albert lengyel trónkövetelő támadásával és a délvidéki török betörésekkel is foglalkoznia kellett.

## Az ostrom

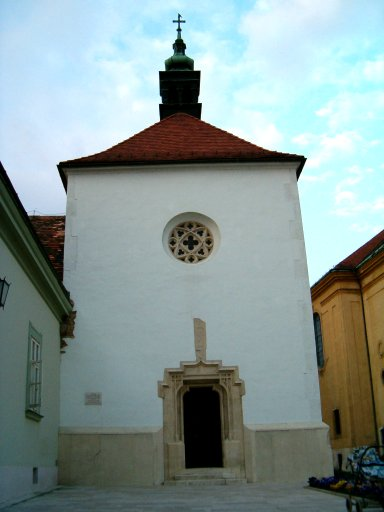
A Szent Anna kápolna a bazilika szomszédságában. A késő gótika időszakában épült 1485 körül. A város egyetlen megmaradt gótikus épülete

Miksa seregei október 17-én Szombathelyet foglalták el, majd november 8-án Veszprémet vették birtokukba. 1490. november 9-én közelítették meg Miksa elővédei a koronázóvárost. A német király tudomást szerzett arról, hogy Fehérvárott nincs komolyabb védősereg, míg a lakosság a védelem megerősítése helyett a várost ölelő mocsarakban bízott. Báthori István erdélyi vajda és hadvezértársa, Kinizsi Pál Tata, majd Buda irányába húzódtak vissza, így a félezer főnyi magyar védőnek nem sok esélye maradt Miksa 18-20 ezer főre becsült seregével szemben.
A Habsburg csapatok előbb a Budai-külvárost rohanták le, majd ágyúval lövették a városkaput. A falak megmászását követően november 17-én elfoglalták a belvárost, ahol felmorzsolták a védőket. A zsoldosok akadálytalanul fosztogathattak, többek között a híres Szűz Mária-bazilikát és benne található királysírokat is feldúlták. Egyes osztrák tudósítások és későbbi magyar oklevelek szerint 800–900 székesfehérvári polgárt gyilkoltak le a támadók. Miksa az ostromot követően a fehérvári prépostságot egy párthívének juttatta, majd némi helyőrséget hátrahagyva seregének legnagyobb részével 1490 decemberében elhagyta Magyarországot.

## A város visszafoglalása
Székesfehérvár politikai és vallási jelentősége miatt nem maradhatott ellenséges kézen. Miután II. Ulászlónak (ideiglenesen) sikerült öccsével, János Alberttel megegyeznie, a felvidéki hadszíntéren lekötött magyar csapatokat fel lehetett használni a Dunántúlnak Miksa katonáitól való megtisztításában. A király és országnagyok előbb Báthori István erdélyi vajdát nevezték ki a Székesfehérvárt körülzáró magyar erők parancsnokának, majd II. Ulászló személyesen is megjelent a harctéren. A német helyőrség szabad elvonulás feltétele mellett 1491. július 29-én feladta a várost.
Miksa 1491-ben II. Ulászlóval megkötötte a pozsonyi békét. A béke értelmében Ulászló lett a magyar király, azzal a kikötéssel, hogy magtalan halála esetén Miksa és utódai öröklik a magyar trónt, Magyarország pedig feladta Mátyás ausztriai hódításait és hadikárpótlást fizetett.